# Заслуженный деятель искусств Республики Армения
Заслуженный деятель искусств Республики Армения (арм. Հայաստանի Հանրապետության արվեստի վաստակավոր գործիչ)  — почётное звание Армении. Звание присваивает Президент Республики Армения композиторам, дирижёрам, художественным руководителям музыкальных, хоровых, танцевальных и других коллективов, режиссёрам и другим деятелям искусства, за проявленное в этой области мастерство, большой вклад в воспитание творческого поколения, а также за создание ценных произведений искусства.